# Вильде, Николай Евстафьевич
Вильде Николай Евстафьевич (Густавович) (1832—1896) — русский актёр и драматург. 

## Биография
В 1849 году окончил 2-ю Петербургскую гимназию, затем учился на юридическом факультете Петербургского университета (1849—1851). С конца 1840-х гг. писал водевили и комедии, автор текстов романсов на музыку М. А. Балакирева «Когда беззаботно, дитя, ты резвишься…» и «Рыцарь» (1859).
С 1855 года служил чиновником для особых поручений в Нижегородской казённой палате. Летом 1858 года содержал Нижегородский театр и с 1859 года сам начал играть на сцене.
В 1863 году был приглашён в московский Малый театр. Играл преимущественно роли любовников и драматических героев. Достоинством Вильде были прекрасная наружность, благородные манеры, сценические навыки, образованность. Однако он не согревал свою игру, лишенную живой мимики, чувством. 
П. Д. Боборыкин указывал: «Актёра Вильде <…> я знал ещё по Нижнему, куда он явился из Петербурга франтоватым чиновником и женился на одной из дочерей местного барина-меломана Улыбышева».

### Сыгранные роли
- Чацкий («Горе от ума» А. С. Грибоедова),
- Борис Годунов («Борис Годунов» А. С. Пушкина),
- Несчастливцев («Лес» А. Н. Островского),
- Гамлет («Гамлет» У. Шекспира),
- Арбенин («Маскарад» М. Ю. Лермонтова),
- Глумов («На всякого мудреца довольно простоты» А. Н. Островского),
- Васильков («Бешеные деньги» А. Н. Островского),
- Борис Годунов («Смерть Ивана Грозного» А. К. Толстого),
- Морозов («Опричник» И. Лажечникова),
- Грязной («Царская невеста» Л. Мея),
- граф Альмавива («Женитьба Фигаро» Бомарше),
- Бежарс («Новый Тартюф» Бомарше),
- Карл Моор («Разбойники» Ф. Шиллера),
- Фердинанд («Коварство и любовь» Ф. Шиллера),
- Дулебов («таланты и поклонники» А. Н. Островского),
- фон Клакс («Холостяк» И. С. Тургенева),
- Горский («Где тонко, там и рвется» И. С. Тургенева),
- Ракитин («Месяц в деревне» И. С. Тургенева),
- Фернан Гомец де Гузман («Овечий источник» Лопе де Вега),
- Шейлок («Венецианский купец» У. Шекспира),
- Анджело («Мера за меру» У. Шекспира),
- Мефистофель («Фауст и Маргарита» Гёте),
- де Сантес («Уриэль Акоста» К. Гуцкова),
- Орнано («Корсиканка» Гуальтьери).

Н. Е. Вильде руководил драматическим классом музыкально-драматического училища Московской филармонического общества.
С конца 1840-х гг. писал водевили и комедии: «Женихи, или Седина в бороду, а бес в ребро», «Из сострадания» (1858), «Молодёжь» (1865), «В глуши» (1866), «Куколка» (1871), «Преступница» (1882), «В поместье госпожи Поводаевой» (1885), «Изабелла Кастильская», «Арахнея», «Званный вечер с итальянцами» и др. В мемуарах «Из моих записок» («Московский листок», 1888—1889) создал портреты актёров В. И. Живокини, Н. X. Рыбакова, П. М. Садовского, С. В. Шумского. Вильде принадлежат также тексты романсов М. А. Балакирева «Когда беззаботно, дитя, ты резвишься…» и «Рыцарь» (оба — 1859). 
Был управляющим драматической частью Артистического кружка (1867—1869, 1875—1877).
В последние годы жизни Вильде страдал тяжёлым душевным заболеванием. Умер в Москве 17 (29) июня 1896 года.
Сын — Николай Николаевич Вильде (? - 16 ноября 1918, Москва).